# استقلالية البيانات
استقلالية البيانات هو مصطلح يشير إلى شفافية البيانات التي يقدمها النظام المركزي لإدارة قواعد البيانات، بعبارة أخرى فإن استقلال البيانات يشير إلى أن التغييرات الواردة الحدوث في تعريف البيانات وتنظيمها وطريقة عرضها لا تؤثر في البرمجيات التطبيقية التي تستخدم هذه البيانات، وبالتالي فإن النظام المركزي لإدارة قواعد البيانات يساعد البرمجيات التطبيقية في أن ترى البيانات بصورة مجردة دون أن تتعرض لتفاصيل غير ضرورية مثل طرق تنظيم وتمثيل وتخزين هذه البيانات.
يوجد نوعان من استقلالية البيانات: استقلال البيانات المادي واستقلال البيانات المنطقي، وتُشكل استقلالية البيانات مع استقلالية التشغيل ما يعرف باسم تجريد البيانات.

## أنظر أيضا
- شفافية الشبكة
- شفافية النسخ المتماثل